# 摩耶ケーブル駅

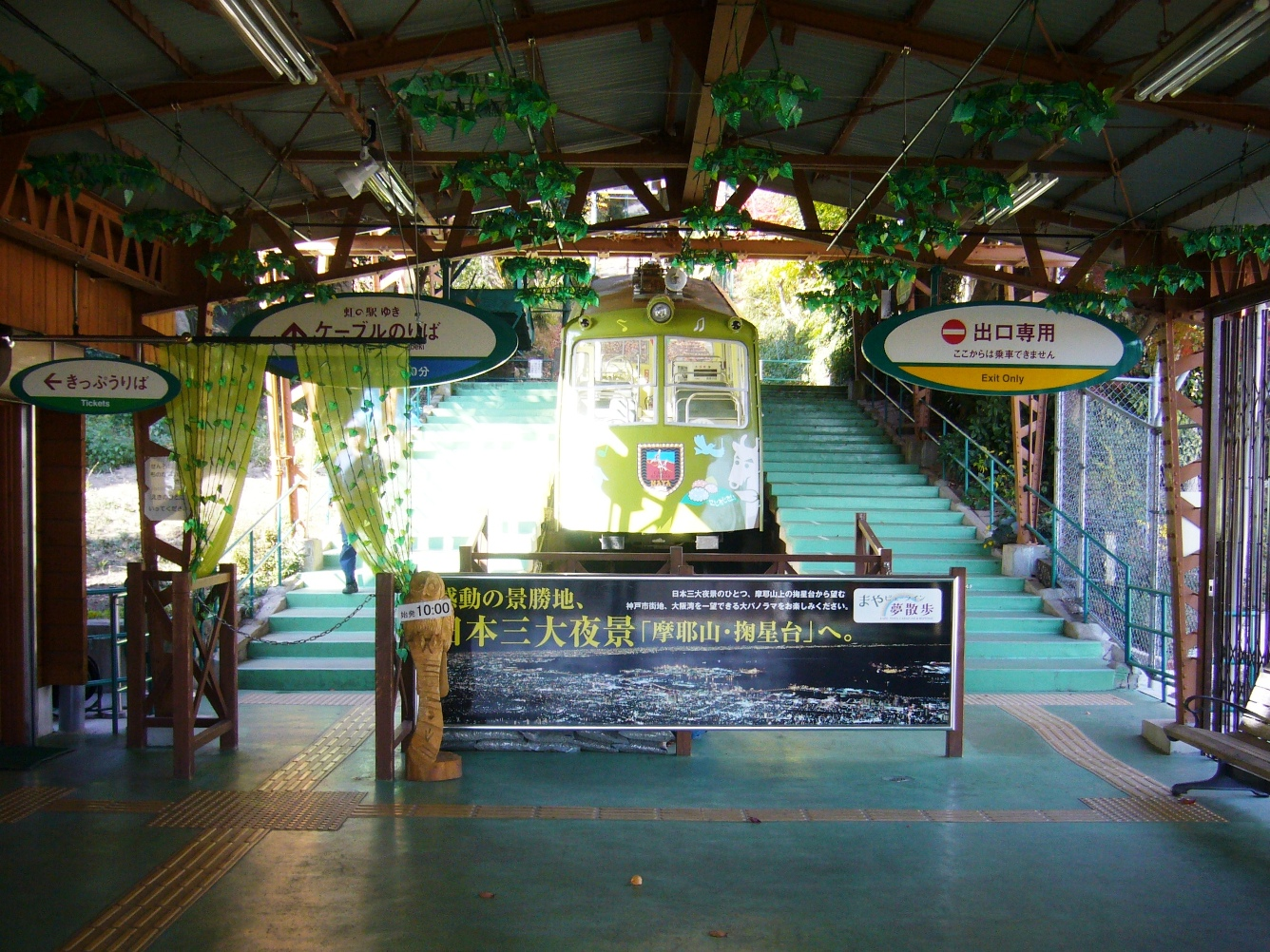
摩耶ケーブル駅改札付近

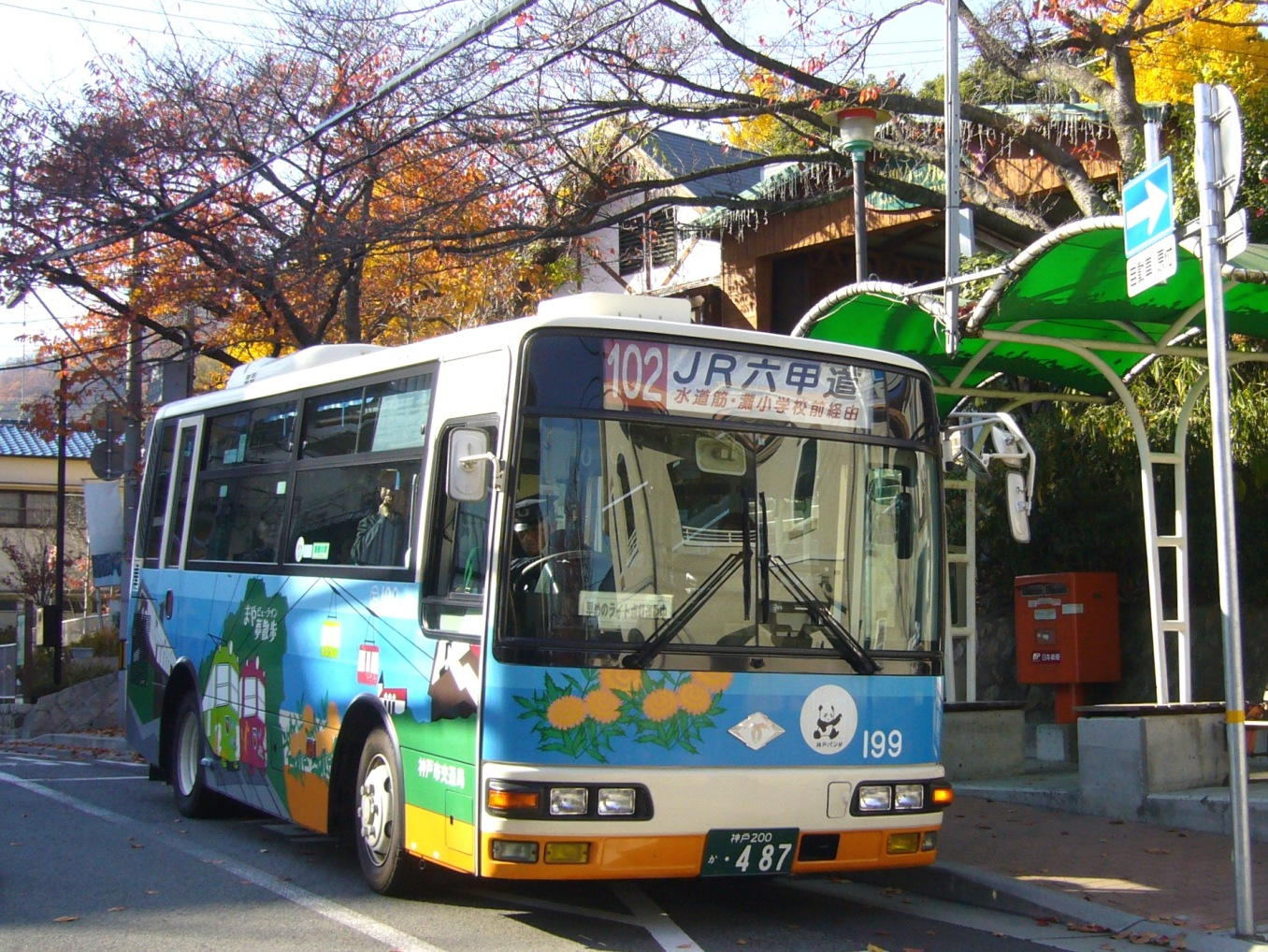
摩耶ケーブル駅前に停車するまやビューライン夢散歩ラッピングバス（旧デザイン）

摩耶ケーブル駅（まやケーブルえき）は、兵庫県神戸市灘区箕岡通にある、こうべ未来都市機構摩耶ケーブル線（まやビューライン）の駅である。摩耶ケーブルの山下駅に相当する。

## 歴史
- 1925年（大正14年）1月6日 - 摩耶鋼索鉄道の摩耶駅（現在の虹の駅） - 当駅間が開業、高尾駅（たかおえき）として開業[1]。
- 1938年（昭和13年）7月5日 - 阪神大水害で被災し、8月4日まで運休のため閉鎖される。
- 1944年（昭和19年）2月11日 - 不要不急線として運休[1]。翌年までに軌道や主な施設が撤去される。
- 1955年（昭和30年）5月7日 - 営業再開[1]。駅施設は再建される。
- 1973年（昭和48年）2月1日 - 駅名を摩耶ケーブル下駅（まやケーブルしたえき）に改称[1]。
- 1975年（昭和50年）10月1日 - 六甲越有馬鉄道と摩耶鋼索鉄道の合併により六甲摩耶鉄道が設立。同社の駅となる[1]。
- 1995年（平成7年）1月17日 - 阪神・淡路大震災で被災し、復旧の見通し立たず長期休止に[1]。
- 2000年（平成12年）4月25日 - 六甲摩耶鉄道が路線・設備を神戸市都市整備公社（現在の神戸住環境整備公社）へ譲渡。同公社の駅となる[1]。
- 2001年（平成13年）3月17日 - 路線の運行再開に伴い営業再開[1]。駅名を摩耶ケーブル駅に改称[1]。
- 2023年（令和5年）3月18日 - 発車メロディが11月末までの期間限定で松田聖子の「赤いスイートピー」に変更される（従来までは六甲ケーブル線と同じ）[3]。

## 駅構造
ホームは軌道の両側に作られており、駅舎からホーム側を見て左側が乗車用ホーム、右側が降車用ホームである。ホームは階段状である。ホーム全体が1955年に営業を再開した当時からの上屋で覆われている。改札口の上屋や駅舎は阪神・淡路大震災の被災から復活した2001年の営業再開時に建て直されたログハウス調の建物である。

## 駅周辺
- 兵庫県立神戸高等学校
- 五鬼城展望公園
  - 駅周辺は山沿いの閑静な住宅街となっている。駅近くには定食店とお好み焼き店が存在するが、他に商店はない。

## 接続バス路線
以下の路線バスは、いずれも「摩耶ケーブル下」バス停となっている。
神戸市営バス（神戸市交通局）
- 18系統[4]
  - 西行き 三宮駅行き（9時台後半から15時台前半まで新神戸駅経由）
  - 東行き 阪急六甲経由JR六甲道行き
- 102系統[5]
  - 阪急王子公園駅（東口北側）・JR灘駅（北口）・灘区役所方面JR六甲道行き

みなと観光バス
- 51系統 まやビューライン坂バス[2][6][7][8]
  - 水道筋[2]・阪急王子公園駅（西口南側）方面JR灘駅（南口）行き（一部の便は阪神岩屋駅経由）

## 隣の駅
こうべ未来都市機構
摩耶ケーブル線
摩耶ケーブル駅 - 虹駅（虹の駅）